# Гран-при Воображения
«Гран-при Воображения» (фр. Grand prix de l'Imaginaire) — французская литературная премия в жанре научной фантастики, учреждённая в 1974 году французским писателем и критиком Жаном-Пьером Фонтана́ в преддверии Фестиваля научной фантастики в Клермон-Ферране. Первоначально премия задумывалась как главная национальная премия и вручалась только произведениями, написанным на французском языке, в жанре научной фантастики.
Первоначально называлась «Гран-при французской научной фантастики» (фр. Grand prix de la science-fiction française), но была переименована в 1992 году в результате расширения сферы её присуждения. После того, как в 1990 году перестала вручаться премия «Аполло» (присуждаемая писателю из любой страны, изданному во Франции), Grand prix de l’Imaginaire стали вручать также за переводные произведения писателям из нефранкоязычных стран. Также для вручения премии начали рассматривать произведения различной жанровой направленности, не только научную фантастику, так за это время научная фантастика сблизилась с другими жанрами, такими как литература ужасов и фэнтези.
С 2000 по 2010 год она присуждалась в рамках фестиваля Utopiales в Нанте. Сейчас он является частью фестиваля Étonnants Voyageurs в Сен-Мало.

## Категории (номинации)
Ежегодно жюри, состоящее из двенадцати специалистов в жанре научной фантастики (писатели, критики, журналисты, переводчики), награждает произведение или автора в ряде номинаций, количество которых менялось с годами. На сегодняшний день их двенадцать:
- Роман на французском языке (создана в 1974).
- Короткая форма на французском языке (создана в 1975).
- Специальный приз (фр. Prix spécial, созданная в 1976).
- Роман для подростков (создана в 1982). В 2010 году разделена на две отдельные номинации: роман для подростков на французском языке и переводной роман для подростков.
- Критическая работа (создана в 1989).
- Роман, переведённый на французский язык (создана 1992).
- Перевод (создана в 1992). С 2004 года существует как отдельная награда под названием «Приз имени Жака Шамбона за перевод» (фр. prix Jacques Chambon de la traduction).
- Короткая форма, переведённая на французский язык (создана в 1995).
- Художник-иллюстратор (создана в 2000). С 2006 года существует как отдельная награда под названием «Приз имени Войтека Сюдмака за иллюстрацию» (фр. prix Wojtek Siudmak du graphisme).
- Приз Европы (фр. Prix européen, созданная в 2001, вручение приостановлено в 2010).
- Графический роман или комикс (фр. BD - Comics, созданная в 2010).
- Манга (создана в 2010).

## Лауреаты

### Роман на французском языке
- 1974: Мишель Жери, Le Temps incertain
- 1975: Филипп Кюрваль, L’Homme à rebours
- 1976: Филип Гой, Le Livre machine
- 1977: Мишель Демют, «Галактические хроники» (цикл)
- 1978: Пьер Пело, Delirium Circus
- 1979: Ив и Ада Реми, La Maison du cygne
- 1980: Даниэль Вальтер, L'Épouvante
- 1981: Серж Брюссоло, Vue en coupe d’une ville malade
- 1982: Элизабет Вонарбур, Le Silence de la cité
- 1983: Пьер Биллон, L’Enfant du cinquième nord
- 1984: Жан-Пьер Юбер, Le Champ du rêveur
- 1985: Андре Рюэллан, «Мемо»
- 1986: Жоэль Уссен, Les Vautours
- 1987: Антуан Володин, Rituel du mépris, variante Moldscher
- 1988: Серж Брюссоло, Operation «serrures carnivores»
- 1989: Жоэль Винтребер, Le Créateur chimérique
- 1990: Жан-Пьер Андревон, Sukran
- 1991: Франсис Бертло, Rivage des intouchables
- 1992: Жоэль Уссан, Le Temps du twist
- 1993: Айердаль, Demain, une oasis
- 1994: Пьер Бордаж, «Воины безмолвия»
- 1995: Лоран Женефор, Arago
- 1996: Морис Ж. Дантек, Les Racines du mal
- 1997: Жан-Марк Линьи, Inner City
- 1998: Серж Леман, F.A.U.S.T.
- 1999: Ролан Вагнер, Les Futurs Mystères de Paris (первые 5 книг цикла)
- 2000: Жан-Мишель Трюон, Le Successeur de pierre
- 2001: Рене Реувен (псевдоним Рене Зюсана), Bouvard, Pécuchet et les savants fous
- 2002: Пьер Певель, Les Ombres de Wielstadt
- 2003: Мишель Пажель, Le Roi d’août
- 2004: Фабрис Колен, Dreamericana
- 2005: Айердаль, «Прозрачности» (Transparences)
- 2006: Ален Дамазио, La Horde du Contrevent
- 2007: Катрин Дюфур, Le Goût de l’immortalité
- 2008: Уэйн Барроу (общий псевдоним Йохана Элио и Ксавье Мумижана), Bloodsilver
- 2009: Жорж-Оливье Шаторейно, L’Autre Rive
- 2010: Стефан Боверже, Le Déchronologue
- 2010 (фестиваль «Étonnants Voyageurs»): Жюстина Ньогре, Chien du heaume
- 2011: Мишель Жери, May le Monde
- 2012: Ролан Вагнер, Rêves de gloire
- 2013: Тома Дэ, Du sel sous les paupières
- 2014: Л. Л. Клётцер (общий псевдоним Лоран Клётцер и Лоры Клётцер), Anamnese de Lady Star
- 2015: Кристоф Ламбер, Aucun homme n’est une île
- 2016: Лоран Женфор, Lum’en
- 2017: Ромен Люказо, «Лаций»
- 2018: Давид Кальво Toxoplasma
- 2019: Патрик Дьюдни Syffe (дилогия)
- 2020: Ален Дамазио Les Furtifs
- 2021: Лорин Ру Le Sanctuaire

### Роман, переведённый на французский язык
- 1992: Роберт МакКаммон, «Час волка»
- 1993: Гарфилд Ривз-Стивенс, Dark Matter
- 1994: Джек Финней, «Меж двух времён»
- 1995: Роберт Рид, Down the Bright Way
- 1996: Джеймс Морроу, Towing Jehovah
- 1997: Нил Стивенсон, «Лавина»
- 1998: Клайв Баркер, «Имаджика» (2 том)
- 1999: Валерио Эванджелисти, Nicolas Eymerich (цикл)
- 2000: Орсон Скотт Кард, «Сказание о мастере Элвине»
- 2001: Андреас Эшбах, Die Haarteppichknüpfer
- 2002: Грегори Киз, «Пушка Ньютона»
- 2003: Джамиль Насир, Tower of Dreams
- 2004: Роберт Холдсток, «Кельтика»
- 2005: Чайна Мьевиль, «Вокзал потерянных снов»
- 2006: Кристофер Прист, The Separation
- 2007: Грэм Джойс, «Правда жизни»
- 2008: Роберт Чарльз Уилсон, Спин
- 2009: Теодор Рошак, The Crystal Child: A Story of the Buried Life
- 2010: Иен Макдональд, King of Morning, Queen of Day
- 2010 (фестиваль «Étonnants Voyageurs»): Джек О’Коннелл, The Resurrectionist
- 2011: Иен Макдональд, «Река богов»
- 2012: Чайна Мьевиль, «Город и город»
- 2013: Паоло Бачигалупи, «Заводная»
- 2014: Андрус Кивиряхк, «Последний, кто знал змеиную молвь»
- 2015: Питер Гамильтон, «Звёздная дорога» (в 2 томах)
- 2016: Андри Снайр Магнасон, LoveStar
- 2017: Ахмед Саадави, «Франкенштейн в Багдаде»
- 2018: Джеймс Морроу, Galapágos Regained
- 2019: Бен Х. Уинтерс, Underground Airlines
- 2020: Марина и Сергей Дяченко, «Vita Nostra»
- 2021: Джон Краули «Ка: Дарр Дубраули в руинах Имра»

### Короткая форма на французском языке
- 1974: Жерар Клейн, Réhabilitation
- 1975: Доминик Дуэ, Thomas
- 1976: Даниель Вальтер, Les Soleils noirs d’Arcadie (антология)
- 1976 (специальное упоминание): Жан-Пьер Юбер V.V.
- 1977: Филип Гой, Retour à la terre, définitif
- 1978: Ив Фремион, Petite mort, petite amie
- 1979: Серж Брюссоло, Funnyway
- 1980: Пьер Гвилиани, Les Hautes plaines
- 1981: Бруно Лесинь, La Femme-escargot allant au bout du monde
- 1982: Жан-Пьер Юбер, Gélatine
- 1983: Жак Мондолони, Papa Ier
- 1984: Жан-Клод Дюниак, Les Nageurs de sable
- 1985: Рене Зюсан, Un fils de Prométhée ou Frankenstein dévoilé
- 1986: Шарль Добжинский, Le Commerce des mondes (сборник)
- 1987: Жерар Клейн, Mémoire vive, mémoire morte
- 1988: Лимитэ, Le Parc zoonirique
- 1989: Ришар Каналь, Étoile
- 1990: Колетт Фаяр, Les Chasseurs au bord de la nuit
- 1991: Раймон Милези, Extra-muros
- 1992: Ален Доремье, M'éveiller à nouveau près de toi, mon amour
- 1993: Вайлди Пету, Accident d’amour
- 1994: Кэтрин Кено, Rien que des sorcières
- 1995: Серж Леман, Dans l’abîme
- 1996: Жорж-Оливье Шаторейно, Quiconque
- 1997: Серж Леман, Le Collier de Thasus
- 1998: Жан-Клод Дюниак, Déchiffrer la trame
- 1999: Жан-Жак Нгуен, L’Amour au temps du silicium
- 2000: Фабрис Колен, Naufrage mode d’emploi
- 2001: Жанна Февр д’Арсье, Monsieur boum boum
- 2002: Оливье Паке, Synesthésie
- 2003: Клер Бельмас, Робер Бельмас, À n’importe quel prix
- 2004: Жан-Жак Жирардо, Dédales virtuels (сборник)
- 2005: Мелани Фаци, Serpentine (сборник)
- 2006: Клод Эккен, Le monde tous droits réservés (сборник)
- 2007: Сильви Лэне, Les Yeux d’Elsa
- 2008: Катрин Дюфур, L’Immaculée conception
- 2009: Жанна-А Деба, La Vieille Anglaise et le continent
- 2010: Жером Нуаре, Le diapason des mots et des misères (сборник рассказов)
- 2010 (фестиваль «Étonnants Voyageurs»): Лео Анри, Les Trois livres qu’Absalon Nathan n'écrira jamais
- 2011: Лоран Женфор, Rempart
- 2012: Кристоф Ланглуа, Boire la tasse (сборник)
- 2013: Бернар Кирини, «Необычайная коллекция» (сборник)
- 2014: Тома Дэ, Sept secondes pour devenir un aigle (сборник)
- 2015: Сильви Лэне, L’Opéra de Shaya (сборник)
- 2016: Лоран Женфор, Ethfrag
- 2017: Поль Мартен Галь, La Cité des lamentations, et autres aventures de Irvin Murray (сборник)
- 2018: Ален Дамазио, Serf-made-man? ou la créativité discutable de Nolan Peskine (повесть)
- 2019: Люк Дагене, La Déferlante des Mères
- 2020: Кристиан Леурье, Helstrid
- 2021: Клод Эккен, Toxiques dans les prés

### Короткая форма, переведённая на французский язык
- 1995: Нэнси Кресс, «Испанские нищие» (повесть)
- 1996: Дэн Симмонс, «Страстно влюблённый»
- 1997: Роберт Сойер, «Вы видите, но вы не наблюдаете»
- 1998: Поппи Брайт, «Калькутта, властительница сил»
- 1999: Джон Краули, «Порядок вековой»
- 2000: Джонатан Кэрролл, «Ого-Город»
- 2001: Терри Биссон, «Маки»
- 2002: Кристофер Прист, «Дезертир»
- 2003: Грэм Джойс, Leningrad Nights
- 2004: Питер С. Бигл, The Rhinoceros Who Quoted Nietzsche… and other Odd Acquaintances (сборник)
- 2005: Пол Ди Филиппо, «Сизиф и посторонний»
- 2006: Джеффри Форд, Exo-Skeleton Town
- 2007: Люциус Шепард, Aztechs (сборник; французское издание)
- 2008: Урсула К. Ле Гуин, «Четыре пути к прощению» (сборник)
- 2009: Келли Линк, La Jeune détective et autres histoires étranges (сборник; французское издание)
- 2010: Нил Гейман, «Хрупкие вещи: истории и чудеса» (сборник рассказов)
- 2010: Грег Иган, Océanique (сборник, подготовленный французскими редакторами)
- 2010 (фестиваль «Étonnants Voyageurs»): Тед Чан, «Выдох»
- 2011: Люциус Шепард, Sous des cieux étrangers (сборник, французское издание)
- 2012: Лиза Татл, Ainsi naissent les fantômes (сборник, французское издание)
- 2013: Иен Макдональд, «Маленькая богиня»
- 2014: Нина Аллан, The Silver Wind: Four Stories of Time Disrupted (сборник)
- 2015: Паоло Бачигалупи, «Помпа номер шесть» (сборник)
- 2016: Кен Лю, La Ménagerie de papier (сборник, французское издание)
- 2017: Кидж Джонсон, «Мост через туман»
- 2018: Нэнси Кресс, Danses aériennes (сборник, подготовленный французскими составителями)
- 2019: Кэролин Айвз Гилмен, Touring with the Alien
- 2020: Таде Томпсон, The Murders of Molly Southbourne
- 2021: Рич Ларсон, Tomorrow Factory: Collected Fiction (сборник рассказов)